# Ново-Дорожный
Ново-Дорожный — посёлок в Гурьевском городском округе Калининградской области. Входит в состав Новомосковского сельского поселения.

## Население
| 2002 | 2010 | 2011 |
| ---- | ---- | ---- |
| 210  | ↗310 | →310 |

## История
В 1910 году в Хох Каршау проживало 78 человек.
В 1946 году Хох Каршау был переименован в Ново-Дорожный.